# Androcharta stretchii
Androcharta stretchii là một loài bướm đêm thuộc phân họ Arctiinae, họ Erebidae.